# Vincent Hoppezak
Vincent Hoppezak (ur. 2 lutego 1999 w Capelle aan den IJssel) – holenderski kolarz torowy i szosowy, brązowy medalista mistrzostw świata.

## Kariera
Pierwsze sukcesy w karierze osiągnął w 2016 roku, kiedy zdobył złote medale w omnium i wyścigu na 1 km na torowych mistrzostwach Holandii juniorów. Na rozgrywanych pięć lat później mistrzostwach Europy w Grenchen zdobył srebrny medal w scratchu. W tym samym roku wywalczył brązowy medal w wyścigu punktowym na mistrzostwach świata w Roubaix. W zawodach tych wyprzedzili go jedynie Francuz Benjamin Thomas i Kenny De Ketele z Belgii. Zdobył także brązowy medal w wyścigu punktowym na mistrzostwach Europy w Monachium w 2022 roku.